# Спрайт
Спрайт (на английски: Sprite) е популярна газирана безалкохолна напитка без кофеин, с вкус на лимон, произвеждана от компанията Кока-Кола.
Напитката е пусната за пръв път на пазара през 1961 година, като произлиза от немската Fanta Klare Zitrone.
Спрайт е безцветна напитка, бутилира се в зелени PET и стъклени бутилки, както и в кенове.